# Astaena crinicollis
Astaena crinicollis är en skalbaggsart som beskrevs av Frey 1973. Astaena crinicollis ingår i släktet Astaena och familjen Melolonthidae. Inga underarter finns listade.